# Atalomicria yugana
Atalomicria yugana is een haft uit de familie Leptophlebiidae. De wetenschappelijke naam van de soort is voor het eerst geldig gepubliceerd in 1957 door Harker.
De soort komt voor in het Australaziatisch gebied.